# Diane Whitley
Diane Whitley es una guionista, productora y actriz de televisión británica.

## Filmografía

### Guionista
| Año       | Título              |
| --------- | ------------------- |
| 1993-1999 | Grange Hill         |
| 1995      | Boston Kickout      |
| 1999      | Home Farm Twins     |
| 2000      | Big Meg, Little Meg |
| 2001      | 24Seven             |
| 2003-2005 | Girls in Love       |
| 2006      | The New Worst Witch |
| 2011      | House of Anubis     |

### Productora
| Año  | Título                                            |
| ---- | ------------------------------------------------- |
| 2000 | Big Meg, Little Meg                               |
| 2001 | 24Seven                                           |
| 2005 | Girls in Love                                     |
| 2009 | Protect Me from What I Want                       |
| 2010 | Thinking Straight (Previously Known as Girl Talk) |

### Actriz
| Año  | Título               | Papel              |
| ---- | -------------------- | ------------------ |
| 1983 | Shades of Darkness   | Agnes              |
| 1984 | Juliet Bravo         | Maestra de escuela |
| 1985 | Un pasado en sombras | Policía            |
| 1989 | Shirley Valentine    | Liz                |
| 1993 | Heartbeat            | Mavis Briggs       |